# Mídia perdida

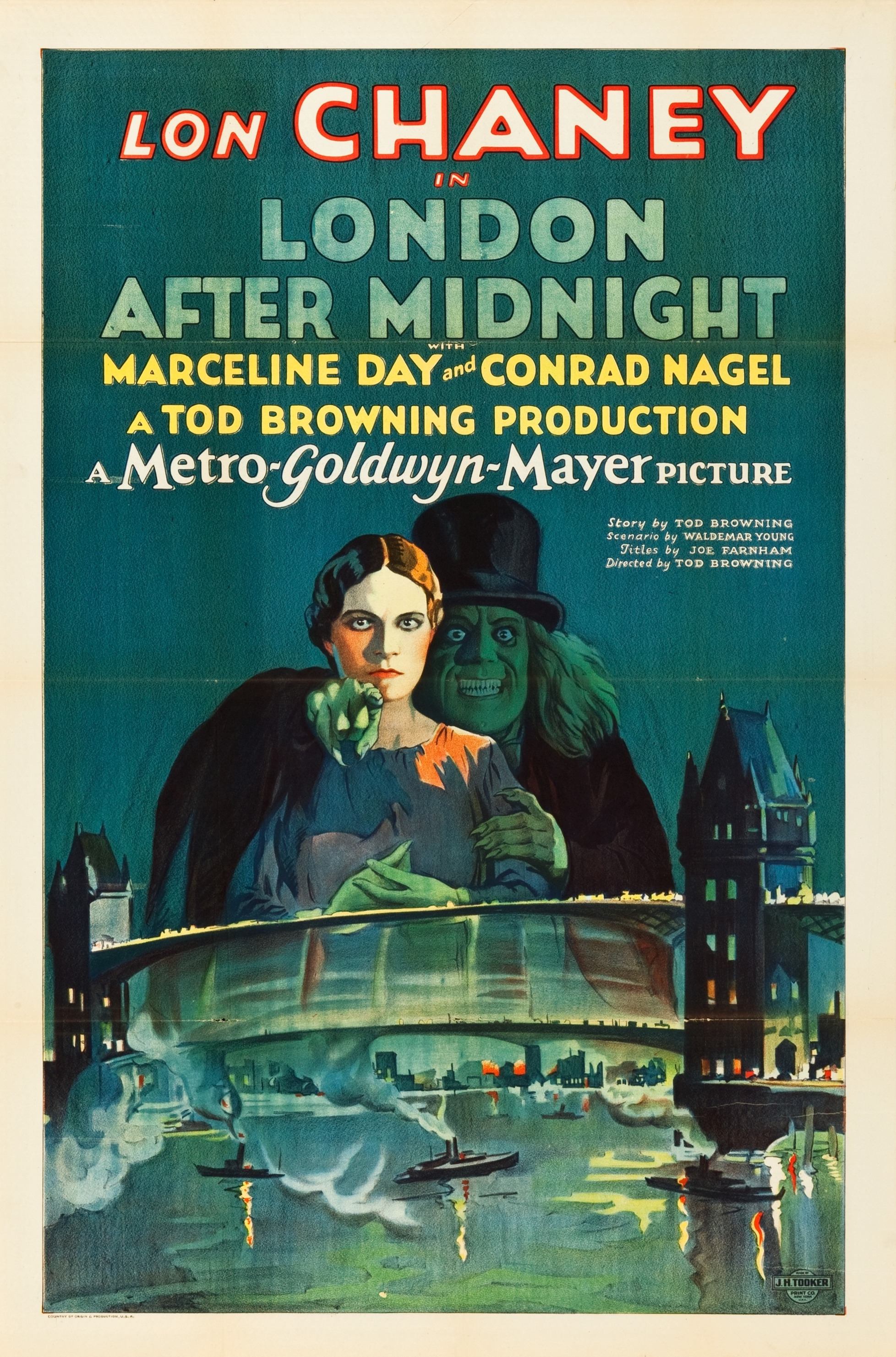
Pôster do filme perdido London After Midnight, cuja última cópia conhecida foi destruída no incêndio da Metro-Goldwyn-Mayer em 1965.

Mídia perdida é um termo genérico que abrange exemplos de mídias inexistentes, ausentes ou indisponíveis ao público geral. O termo abrange mídia visual, de áudio ou audiovisual, como filmes, programas de televisão e de rádio, música, e jogos eletrônicos. Obras de arte e obras literárias perdidas também podem se encaixar como mídia perdida, embora usar o termo obras perdidas seja mais comum para esses casos.
Desde a chegada da mídia de streaming na Internet, o uso do termo mídia perdida concentrou-se na mídia que não está mais disponível na distribuição digital ou nas plataformas de streaming. Essas mídias - gravadas principalmente em fita magnética no caso de transmissões de televisão e de rádio - podem ser totalmente perdidas devido à antiga prática industrial do descarte de fitas (mídias de transmissões eram frequentemente consideradas de pouco valor histórico antes do surgimento do Home video, na década de 1970). Outros são conhecidos de existirem, mas são difíceis de encontrar publicamente fora de arquivos como a Biblioteca do Congresso dos Estados Unidos e de acervos particulares. O Lost Media Wiki, um site wiki fundado por Daniel "Dycaite" Wilson em 2012, liderou a busca por inúmeros exemplares de mídia perdida, principalmente programas de televisão obscuros ou não transmitidos, mas também mídias comerciais, de música, livros e jogos eletrônicos.
Tentativas de preservação tentam evitar a perda total das obras originais; isso geralmente é feito armazenando-os em acervos, sendo um exemplo o Arquivo Mundial do Ártico, que foi escolhido para a preservação de códigos em repositórios públicos no GitHub junto com uma ampla gama de dados de interesse de várias empresas, instituições e governos; incluindo as Constituições do Brasil e da Noruega.

## Filmes perdidos
Obras visuais perdidas parecem abranger uma grande porção dos filmes mudos produzidos principalmente nos Estados Unidos. Um relatório do ano de 2013 feito pela Biblioteca do Congresso dos Estados Unidos estima que 70% dos filmes mudos filmados nos Estados Unidos foram completamente perdidos.

## Jogos eletrônicos perdidos
Os jogos eletrônicos, incluindo cópias digitais, geralmente desaparecem quando suas lojas virtuais são extintas, como o Wii Shop Channel. O infame jogo Playable Teaser (P.T.), uma prévia de Silent Hills, tornou-se indisponível para reprodução após ter sido removida da PlayStation Network. Fãs do jogo tentaram reviver o projeto, mas foram impedidos de continuarem devido a problemas legais com a Konami. O download digital do jogo Dodge Club Pocket, de Nintendo 3DS, foi removido da Nintendo eShop em 2022 e tornou-se publicamente indisponível devido a problemas fora do controle da desenvolvedora do jogo. Mighty Milky Way, o segundo lançamento da série Mighty, desenvolvida pela WayForward, teve disponibilidade rara no Nintendo DS e 3DS. No entanto, quando os jogos DSiWare ficaram indisponíveis em outros sistemas após o fechamento da eShop em 2023, Mighty Milky Way também se tornou publicamente inacessível. Lojas de aplicativos como a Google Play são famosas por removerem aplicativos e jogos com frequência, que muitas vezes não são publicados novamente e tornam-se indisponíveis.

## Dados eletrônicos perdidos
Os dados armazenados em computadores correm o risco de serem perdidos se não forem frequentemente convertidos para formatos de arquivo mais recentes. Isso acontece porque, à medida que novos sistemas são desenvolvidos, sistemas obsoletos podem degradar com o tempo, deixando os dados inacessíveis. A preservação eletrônica de dados é ainda mais complicada pelo fato de que, a menos que um emulador para um determinado sistema possa decodificar os dados presentes no momento da preservação, os dados originais podem se tornar inacessíveis quando o hardware original se tornar obsoleto, pois pode depender da decodificação do hardware original, embora em alguns casos, os dados originais possam ser recuperados por meio de longos projetos de engenharia reversa com o objetivo de entender o conteúdo original, que seja suficiente para decodificar os dados mais originais possíveis.